# Message-Digest Algorithm 4

Eine MD4-Operation. MD4 besteht aus 48 dieser Operationen, gruppiert in 3 Runden mit je 16 Operationen. F ist eine rundenabhängige nichtlineare Funktion. M_{i} bezeichnet einen 32-Bit-Block der Eingabe und K_{i} eine rundenabhängige 32-Bit-Konstante. bezeichnet die Addition modulo 2^{32} und _{s} die bitweise Linksrotation um s Stellen, wobei s für jede Operation variiert.

MD4 (englisch Message-Digest Algorithm 4) ist eine 1990 von Ronald L. Rivest veröffentlichte kryptologische Hashfunktion. Sie wurde mit dem Anspruch entwickelt, auf 32-Bit-Rechnern besonders schnell zu laufen und gleichzeitig in der Implementierung einfach zu sein. Dabei sollten natürlich die grundlegenden Anforderungen an Hash-Funktionen erhalten bleiben. MD4 erzeugt einen Hashwert mit einer Länge von 128 Bit.
Es zeigte sich jedoch bald, dass das Verfahren unsicher ist. Als besonders problematisch stellte sich die mangelnde Kollisionssicherheit heraus. Im Cryptobytes Journal der Firma RSA wurde eine Methode veröffentlicht, welche innerhalb einer Stunde zwei bis auf ein Zeichen identische Nachrichten erzeugen konnte, die denselben Hashwert ergaben. Rivest selbst bestätigte die Unsicherheit im RFC 1321: The MD5 Message-Digest Algorithm, so dass selbst RSA vom Einsatz dieses Message-Digest abrät. MD4 wurde als Public Domain lizenziert, worauf wohl zurückzuführen ist, dass das verwendete Prinzip zur Basis weiterer Hash-Funktionen geworden ist.

## MD4-Hashes
Die 128 Bit langen MD4-Hashes (englisch auch message-digests) werden normalerweise als 32-stellige Hexadezimalzahl notiert. Folgendes Beispiel zeigt eine 59 Byte lange ASCII-Eingabe und den zugehörigen MD4-Hash:
```
 md4("Franz jagt im komplett verwahrlosten Taxi quer durch Bayern") =
 3270fd28f1b28cd219bb946bd372fc00
```

Eine kleine Änderung der Nachricht erzeugt fast sicher einen komplett anderen Hash. Mit Frank statt Franz ergibt sich:
```
 md4("Fran
k
 jagt im komplett verwahrlosten Taxi quer durch Bayern") =
 c95704f5b2928c67a0970a576cebc589
```

Der Hash einer Zeichenfolge der Länge Null ist:
```
 md4("") = 31d6cfe0d16ae931b73c59d7e0c089c0
```

Beispiel für eine Kollision:
```
839c7a4d7a92cb
5
678a5d5
b
9eea5a7573c8a74deb366c3dc20a083b69f5d2a3bb3719dc69891e9f95e809fd7e8b23ba6318ed
d
45e51fe39708bf9427e9c3e8b9
839c7a4d7a92cb
d
678a5d5
2
9eea5a7573c8a74deb366c3dc20a083b69f5d2a3bb3719dc69891e9f95e809fd7e8b23ba6318ed
c
45e51fe39708bf9427e9c3e8b9
              ^       ^                                                                              ^
```

Diese Zeichenfolgen unterscheiden sich an den mit '^' markierten Stellen. Zwei hex-Ziffern definieren jeweils ein Byte der 64 Byte langen MD4-Eingabe. Sie liefern beide den Hashwert:
```
4d7e6a1defa93d2dde05b45d864c429b
```